# Gymnoscelis minima
Gymnoscelis minima là một loài bướm đêm trong họ Geometridae.